# DDR-Meisterschaften im Schwimmen 1986

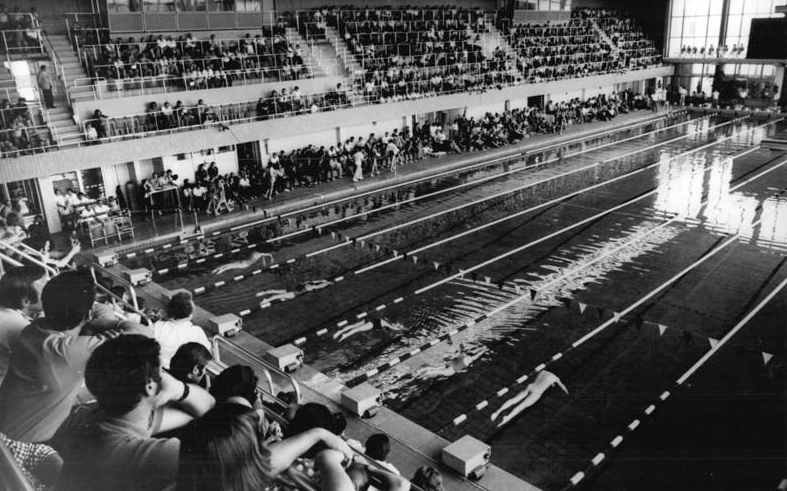
Austragungsort der DDR-Meisterschaften im Schwimmen 1986

Die DDR-Meisterschaften im Schwimmen wurden 1986 zum 37. Mal ausgetragen und fanden vom 17. bis 22. Juni in Berlin statt. Austragungsstätte war die  Schwimmhalle des Sportforums Hohenschönhausen, bei denen auf 32 Strecken (16 Herren/16 Damen) die Meister ermittelt wurden. Der Wettkampf diente gleichzeitig als Qualifikationswettkampf für die Weltmeisterschaften 1986 in Madrid. Mit jeweils neun Titeln waren der SC Dynamo Berlin und der SC DHfK Leipzig die erfolgreichsten Mannschaften und Kristin Otto mit sechs Titeln die erfolgreichste Sportlerin dieser Meisterschaft.
Sportliche Höhepunkte der Meisterschaft waren der Weltrekord von Heike Friedrich über 200 Meter Freistil sowie die Europarekorde von Heike Friedrich über 400 Meter Freistil und Astrid Strauß über 800 Meter Freistil. Einen neuen DDR-Rekord stellte Sven Lodziewski über 200 Meter Freistil auf. Des Weiteren stellte die Herrenstaffel vom SC Dynamo Berlin über 4 × 100 und 4 × 200 Meter Freistil sowie die Damenstaffel vom SC DHfK Leipzig über 4 × 100 Meter Freistil neue DDR-Rekorde für Klubstaffeln auf.

## Herren
| Wettbewerb          | Gold                                                                         | Gold         | Silber                                                                     | Silber       | Bronze                                                                    | Bronze       |
| 050 m Freistil      | Jörg Woithe SC Dynamo Berlin                                                 | 23,41 s      | Olaf Ahlers SC Empor Rostock                                               | 23,51 s      | Sven Lodziewski SC Dynamo Berlin                                          | 23,59 s      |
| 100 m Freistil      | Sven Lodziewski SC Dynamo Berlin                                             | 50,29 s      | Steffen Zesner SC Dynamo Berlin                                            | 50,84 s      | Jörg Woithe SC Dynamo Berlin                                              | 50,98 s      |
| 200 m Freistil      | Sven Lodziewski SC Dynamo Berlin                                             | 1:48,77 min  | Uwe Daßler ASK Vorwärts Potsdam                                            | 1:50,17 min  | Lars Hinneburg SC Dynamo Berlin                                           | 1:50,24 min  |
| 400 m Freistil      | Uwe Daßler ASK Vorwärts Potsdam                                              | 3:49,44 min  | Sven Lodziewski SC Dynamo Berlin                                           | 3:50,36 min  | Lars Hinneburg SC Dynamo Berlin                                           | 3:55,56 min  |
| 1500 m Freistil0    | Sven Lodziewski SC Dynamo Berlin                                             | 15:16,04 min | Dirk Bludau SC Dynamo Berlin                                               | 15:43,03 min | Carsten Kühlmorgen SC Karl-Marx-Stadt                                     | 15:47,22 min |
| 100 m Brust         | Ingo Grzywotz SC Dynamo Berlin                                               | 1:04,98 min  | Ralf Buttgereit SC Dynamo Berlin                                           | 1:05,59 min  | Enrico Müller ASK Vorwärts Potsdam                                        | 1:05,78 min  |
| 200 m Brust         | Ingo Grzywotz SC Dynamo Berlin                                               | 2:20,35 min  | Ralf Buttgereit SC Dynamo Berlin                                           | 2:20,85 min  | Enrico Müller ASK Vorwärts Potsdam                                        | 2:21,74 min  |
| 100 m Schmetterling | Thomas Dreßler SC DHfK Leipzig                                               | 55,77 s      | Uwe Schnabel SC DHfK Leipzig                                               | 56,37 s      | Thomas Körber SC Chemie Halle                                             | 56,52 s      |
| 200 m Schmetterling | Thomas Körber SC Chemie Halle                                                | 2:01,16 min  | Karsten Drobny SC Chemie Halle                                             | 2:02,18 min  | Thomas Dreßler SC DHfK Leipzig                                            | 2:03,02 min  |
| 100 m Rücken        | Dirk Richter SC Einheit Dresden                                              | 55,73 s      | Frank Baltrusch SC Magdeburg                                               | 56,94 s      | Carsten Schulz ASK Vorwärts Potsdam                                       | 57,80 s      |
| 200 m Rücken        | Dirk Richter SC Einheit Dresden                                              | 2:00,63 min  | Frank Baltrusch SC Magdeburg                                               | 2:01,92 min  | Carsten Schulz ASK Vorwärts Potsdam                                       | 2:03,62 min  |
| 200 m Lagen         | Rainer Sternal SC Magdeburg                                                  | 2:04,25 min  | Raik Hannemann SC Dynamo Berlin                                            | 2:05,58 min  | Patrick Kühl ASK Vorwärts Potsdam                                         | 2:06,10 min  |
| 400 m Lagen         | Patrick Kühl ASK Vorwärts Potsdam                                            | 4:21,35 min  | Raik Hannemann SC Dynamo Berlin                                            | 4:22,58 min  | Christian Geßner SC Turbine Erfurt                                        | 4:28,55 min  |
| 4 × 100 m Freistil  | SC Dynamo Berlin I Jörg Woithe Matthias Lutze Steffen Zesner Sven Lodziewski | 3:22,30 min  | SC Dynamo Berlin II André Matzk Ingolf Rasch Müller Lars Hinneburg         | 3:29,61 min  | SC Magdeburg René Wanzlik Rainer Sternal Preil Frank Baltrusch            | 3:32,02 min  |
| 4 × 200 m Freistil  | SC Dynamo Berlin Steffen Zesner André Matzk Lars Hinneburg Sven Lodziewski   | 7:20,32 min  | SC Chemie Halle Steffen Ließ Thomas Körber Uwe Böer Karsten Drobny         | 7:36,08 min  | ASK Vorwärts Potsdam Uwe Daßler Carsten Schulz Patrick Kühl Mirko Erdmann | 7:36,48 min  |
| 4 × 100 m Lagen     | SC Magdeburg Frank Baltrusch Rainer Sternal Sven Halling René Wanzlik        | 3:52,49 min  | SC Dynamo Berlin II Jan Hensler Ralf Buttgereit Matthias Lutze Jörg Woithe | 3:53,61 min  | ASK Vorwärts Potsdam Carsten Schulz Enrico Müller Tausch Mirko Erdmann    | 3:54,58 min  |

## Damen
| Wettbewerb          | Gold                                                                              | Gold        | Silber                                                                            | Silber      | Bronze                                                                         | Bronze      |
| 050 m Freistil      | Kristin Otto SC DHfK Leipzig                                                      | 25,96 s     | Heike Friedrich SC Karl-Marx-Stadt                                                | 26,35 s     | Manuela Stellmach SC Dynamo Berlin                                             | 26,38 s     |
| 100 m Freistil      | Kristin Otto SC DHfK Leipzig                                                      | 55,21 s     | Manuela Stellmach SC Dynamo Berlin                                                | 55,32 s     | Heike Friedrich SC Karl-Marx-Stadt                                             | 56,16 s     |
| 200 m Freistil      | Heike Friedrich SC Karl-Marx-Stadt                                                | 1:57,55 min | Manuela Stellmach SC Dynamo Berlin                                                | 1:58,82 min | Astrid Strauß TSC Berlin                                                       | 2:00,36 min |
| 400 m Freistil      | Heike Friedrich SC Karl-Marx-Stadt                                                | 4:06,85 min | Astrid Strauß TSC Berlin                                                          | 4:08,77 min | Katja Hartmann ASK Vorwärts Potsdam                                            | 4:09,53 min |
| 800 m Freistil      | Astrid Strauß TSC Berlin                                                          | 8:26,52 min | Katja Hartmann ASK Vorwärts Potsdam                                               | 8:27,35 min | Anke Möhring SC Magdeburg                                                      | 8:37,39 min |
| 100 m Brust         | Silke Hörner SC DHfK Leipzig                                                      | 1:08,85 min | Sylvia Gerasch SC Dynamo Berlin                                                   | 1:10,22 min | Peggy Jähnichen SC DHfK Leipzig                                                | 1:11,90 min |
| 200 m Brust         | Silke Hörner SC DHfK Leipzig                                                      | 2:29,19 min | Sylvia Gerasch SC Dynamo Berlin                                                   | 2:29,64 min | Susanne Börnike ASK Vorwärts Potsdam                                           | 2:32,90 min |
| 100 m Schmetterling | Kristin Otto SC DHfK Leipzig                                                      | 59,73 s     | Kornelia Greßler SC Turbine Erfurt                                                | 1:00,20 min | Birte Weigang SC Turbine Erfurt                                                | 1:00,57 min |
| 200 m Schmetterling | Kornelia Greßler SC Turbine Erfurt                                                | 2:10,53 min | Kathleen Nord SC Magdeburg                                                        | 2:11,16 min | Birte Weigang SC Turbine Erfurt                                                | 2:11,84 min |
| 100 m Rücken        | Cornelia Sirch SC Turbine Erfurt                                                  | 1:01,99 min | Kathrin Zimmermann SC Karl-Marx-Stadt                                             | 1:02,36 min | Birte Weigang SC Turbine Erfurt                                                | 1:02,68 min |
| 200 m Rücken        | Kathrin Zimmermann SC Karl-Marx-Stadt                                             | 2:11,86 min | Cornelia Sirch SC Turbine Erfurt                                                  | 2:12,82 min | Marion Sperka SC Empor Rostock                                                 | 2:15,43 min |
| 200 m Lagen         | Kristin Otto SC DHfK Leipzig                                                      | 2:15,81 min | Cornelia Sirch SC Turbine Erfurt                                                  | 2:15,84 min | Kathleen Nord SC Magdeburg                                                     | 2:16,29 min |
| 400 m Lagen         | Kathleen Nord SC Magdeburg                                                        | 4:42,94 min | Cornelia Sirch SC Turbine Erfurt                                                  | 4:45,65 min | Cornelia Seithe TSC Berlin                                                     | 4:50,29 min |
| 4 × 100 m Freistil  | SC DHfK Leipzig Kristin Otto Christiane Sievert Peggy Jähnichen Sabina Schulze    | 3:48,10 min | SC Dynamo Berlin Daniela Hunger Kerstin Kielgaß Beatrice Georgi Manuela Stellmach | 3:49,03 min | SC Turbine Erfurt Cornelia Sirch Kornelia Greßler Ulrike Lorenz Birte Weigang  | 3:53,12 min |
| 4 × 200 m Freistil  | SC Dynamo Berlin Kerstin Kielgaß Beatrice Georgi Daniela Hunger Manuela Stellmach | 8:16,03 min | SC Chemie Halle Grit Richter Nadja Bergknecht Dagmar Hase Heike Harzer            | 8:16,61 min | ASK Vorwärts Potsdam Daniela Daudert Katja Hartmann Heide Grein Kathrin Bühler | 8:22,82 min |
| 4 × 100 m Lagen     | SC DHfK Leipzig Kristin Otto Silke Hörner Christiane Sievert Sabina Schulze       | 4:10,33 min | SC Dynamo Berlin Andrea Kutz Sylvia Gerasch Sabine Gantzkow Manuela Stellmach     | 4:12,69 min | SC Turbine Erfurt Cornelia Sirch Enzian Birte Weigang Kornelia Greßler         | 4:14,44 min |

## Medaillenspiegel

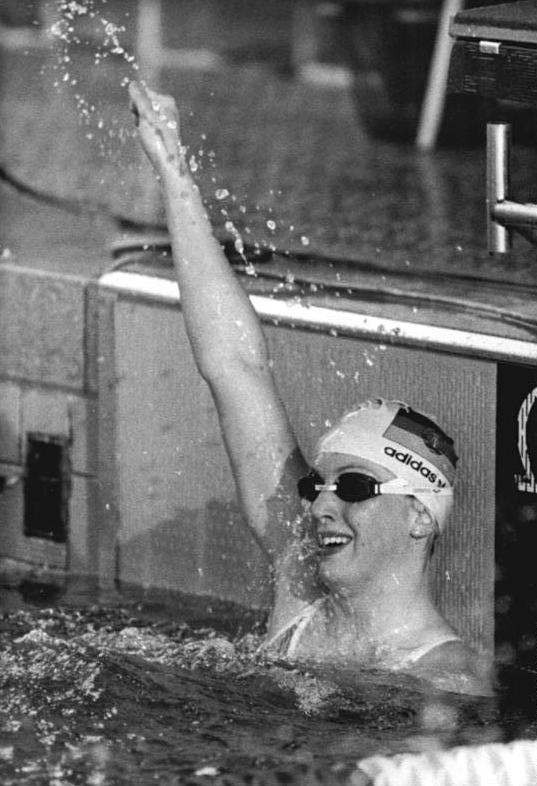
Jubel von Heike Friedrich nach ihrem Weltrekord über 200 m Freistil

| Platz | Verein                        | Verein               | Gold | Silber | Bronze | Total |
| ----- | ----------------------------- | -------------------- | ---- | ------ | ------ | ----- |
| 01    | Logo vom SC Dynamo Berlin     | SC Dynamo Berlin     | 9    | 150    | 5      | 29    |
| 02    |                               | SC DHfK Leipzig      | 9    | 1      | 2      | 12    |
| 03    | Logo vom SC Magdeburg         | SC Magdeburg         | 3    | 3      | 3      | 09    |
| 04    | Logo vom SC Karl-Marx-Stadt   | SC Karl-Marx-Stadt   | 3    | 2      | 2      | 07    |
| 05    | Logo vom SC Turbine Erfurt    | SC Turbine Erfurt    | 2    | 4      | 6      | 12    |
| 06    | Logo vom ASK Vorwärts Potsdam | ASK Vorwärts Potsdam | 2    | 2      | 100    | 14    |
| 07    | Logo vom SC Einheit Dresden   | SC Einheit Dresden   | 2    | –      | –      | 02    |
| 08    | Logo vom SC Chemie Halle      | SC Chemie Halle      | 1    | 3      | 1      | 05    |
| 09    | Logo vom TSC Berlin           | TSC Berlin           | 1    | 1      | 2      | 04    |
| 10    | Logo vom SC Empor Rostock     | SC Empor Rostock     | –    | 1      | 1      | 02    |
|       | Total                         | Total                | 32   | 32     | 32     | 96    |